# Kommanditgesellschaft (Schweiz)
Eine Kommanditgesellschaft (Abkürzung deutsch: KmG; französisch société en commandite, SCm; italienisch società in accomandita, SAc; rätoromanisch societad commanditara) ist im schweizerischen Gesellschaftsrecht eine Personengesellschaft, in der sich zwei oder mehr natürliche Personen oder juristische Personen zusammengeschlossen haben, um unter einer gemeinsamen Firma ein Handelsgewerbe zu betreiben, wobei mindestens ein Gesellschafter ein Kommanditär und ein weiterer Komplementär ist. Die Zahl der Kommanditgesellschaften in der Schweiz ist abnehmend und betrug per 1. Januar 2024 noch 1'236 KmGs.
Die Kommanditgesellschaft ist eine Rechtsgemeinschaft beziehungsweise eine Personengesellschaft – die beiden Begriffe werden im schweizerischen Gesellschaftsrecht synonym verwendet. Sie ist laut Gesetz definiert als:

«Gesellschaft, in der zwei oder mehrere Personen sich zum Zwecke vereinigen, ein Handels-, ein Fabrikations- oder ein anderes nach kaufmännischer Art geführtes Gewerbe unter einer gemeinsamen Firma in der Weise zu betreiben, dass wenigstens ein Mitglied unbeschränkt, eines oder mehrere aber als Kommanditäre nur bis zum Betrag einer bestimmten Vermögenseinlage, der Kommanditsumme, haften.»

Die Kommanditgesellschaft ist ohne Rechtspersönlichkeit, jedoch ist sie handlungs-, prozess- und betreibungsfähig. Sie hat ein Sondervermögen. Die Komplementäre haften solidarisch und unbeschränkt, die Kommanditäre beschränkt. Als Besonderheit im Schweizer Recht ist zu beachten, dass nur natürliche Personen als unbeschränkt haftende Gesellschafter in Frage kommen. Eine GmbH & Co. KG ist daher nach Schweizer Recht nicht möglich. Ausserdem ist im schweizerischen Recht die Kurzform «KG», welche es beispielsweise in Deutschland gibt, nicht zulässig.
Von der Kommanditgesellschaft zu unterscheiden ist die Kommanditgesellschaft für kollektive Kapitalanlagen, welche als eigenständige Rechtsform im Kollektivanlagengesetz (KAG) geregelt ist. Im Unterschied zur «normalen» Schweizer Kommanditgesellschaft muss der unbeschränkt haftende Komplementär (General Partner) eine Aktiengesellschaft mit Sitz in der Schweiz sein.
Die Firma einer Kommanditgesellschaft musste zwingend den Familiennamen von mindestens einem unbeschränkt haftenden Gesellschafter sowie einen Zusatz, der das Gesellschaftsverhältnis andeutet (Beispiele: & Co., & Cie., & Partner), enthalten. Seit dem 1. Juli 2016 ist dies nicht mehr nötig, da nun auch Fantasiebezeichnungen möglich sind. Der Firmenzusatz Kommanditgesellschaft oder KmG sind jedoch Pflicht.